# 羅納·考爾門
羅納·查爾斯·考爾門（英語：Ronald Charles Colman，1891年2月9日—1958年5月19日），是一位英國演員，曾獲奧斯卡最佳男主角獎。
他曾经学业出众不过因为父亲去世而退学。曾参加过第一次世界大战，战后开始进入演艺界，1920年后到了纽约开始出演电影。二战时参与过英国战争救济协会以及红十字会。

## 生平
羅納·考爾門是家中6个孩子中的第5个，他的父亲是一个富裕的丝绸进口商，母亲则是有苏格兰血统的家庭主妇。羅納·考爾門非常有教养，稍微有些孤僻。16岁那年他父亲去世，因此羅納·考爾門无法完成考入剑桥大学成为一名工程师的理想。后来他在船运公司做了一名职员，每周的薪水是15先令。花了差不多5年的时间，他从记账员干到了会计，这段时间非常无聊和孤单。后来他加入了军队，在那里他找到了友谊同时也参与了一些业余的演出。

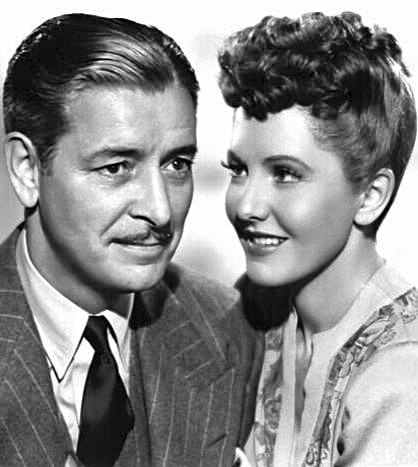
同珍·亚瑟的合影

1914年，23岁的羅納·考爾門被派往德国参战，他在战场上被榴弹击中受了伤。1915年返回家中，找了一份舞台表演的工作。1917年他拍摄了一部电影，不过这部电影没能上映。英国电影业并没有太多钱可赚，羅納·考爾門在1920年到了美国。他早期所拍摄的无声电影大多是一些爱情片，1925年他同制片人塞缪尔·高德温签订了一份为期9年的合同，30年代中他凭借自己的嗓音和风度开始成为最著名演员之一，塞缪尔觉得他已经成为了大牌演员，限制他一年只能拍摄一部影片。1939年时他还主持过电台节目，1943年他因为电影《鸳梦重温》获得奥斯卡最佳男主角奖的提名，1947年时终于凭借《死吻》获得了这个奖项。50年代后拍摄工作有所减少，他计划写本自传，但是因为健康问题没能如愿，另一方面的原因则是他不愿说别人的坏话。1957年他拍摄了自己的最后一部电影，之后于第二年去世。

## 演出
- 《死吻》

## 外部連結
- 互聯網百老匯資料庫（IBDB）上羅納·考爾門的資料（英文）
- 羅納·考爾門在互联网电影资料库（IMDb）上的資料（英文）
- TCM电影资料库上羅納·考爾門的资料（英文）

}
| 獎項                     | 獎項                    | 獎項                     |
| ------------------------ | ----------------------- | ------------------------ |
| 前任者： 弗雷德里克·马区 | 奥斯卡最佳男主角 1947年 | 繼任者： 劳伦斯·奥利维尔 |